# 6 февраля
6 февраля — 37-й день года  по григорианскому календарю.
До конца года остаётся 328 дней (329 дней в високосные годы).
До 15 октября 1582 года — 6 февраля по юлианскому календарю, с 15 октября 1582 года — 6 февраля по григорианскому календарю.
В XX и XXI веках соответствует 24 января по юлианскому календарю.

## Праздники и памятные дни
См. также: Категория:Праздники 6 февраля

### Международные
- ООН — Международный день нетерпимого отношения к калечащим операциям на женских половых органах[англ.][2].
- Саамы — Международный день саамов.

### Национальные
- Ниуэ,  Новая Зеландия,  Токелау — День Вайтанги.
- Россия,  Украина — День бармена.

### Религиозные
Католицизм
 — память святого Аманда;
 — память святого Павла Мики;
 — память святого Ведаста;
 — память Доротеи Кесарийской;
 — память святого Франческо Спинелли;
 — память святого Альфонсо Марии Фуско.
 Православие
⟨Русская православная церковь⟩
 — память блаженной Ксении Петербургской (XIX);
 — память мучеников Вавилы Сицилийского и учеников его Тимофея и Агапия (III);
 — память преподобного Македония, сирийского пустынника (ок. 420);
 — память преподобной Ксении Миласской (V);
 — перенесение мощей преподобномученика Анастасия Персиянина (VII);
 — память святителя Герасима Великопермского, Устьвымского (ок. 1441—1447);
 — память мученика Иоанна Казанского (1529);
 — память мученика Николая Цикуры (1918).
Зороастризм
Праздник Сраоши

### Именины
- Католические: Аманд, Ведаст, Доротея, Павел
- Православные: Агапий, Анастасий, Вавила, Варсима, Герасим, Дионисий, Зосима, Иван, Ксения, Македоний, Николай, Павел, Павсирий, Тимофей, Феодотион, Филиппик, Филон, Хрисоплока

### Региональные
- США,  Калифорния — День Рональда Рейгана[англ.].

## События
См. также: Категория:События 6 февраля

### До XIX века
- 46 год до н. э. — битва при Тапсе, произошедшая между войсками Цезаря и Помпея.
- 337 — 35-м епископом Рима избран коренной римлянин, принявший имя Юлий I.
- 464 — западноримский полководец Рицимер разбил при Бергамо аланов Беоргора.
- 590 — В результате переворота, устроенного полководцем Бахрамом Чубином, свергнут с престола шахиншах Ирана (Эраншахр) и не-Ирана (ан-Эран) (полный титул правителя государства Сасанидов), Ормизд IV.
- 1191 — Римский папа Клемент III утвердил Тевтонский орден как «fratrum Theutonicorum ecclesiae S. Mariae Hiersolymitanae» своей буллой.
- 1633 — Владислав IV коронован как Король польский и великий князь литовский в Кафедральном соборе Вавеля.
- 1643 — Абел Тасман открыл архипелаг Фиджи.
- 1663 — В Англии началась чеканка золотой гинеи. Прокламация короля Карла II 27 марта 1663 года придала монете статус основной золотой монеты королевства.
- 1685 — Смерть короля Англии и Шотландии Карла II, вступление его брата Якова на престол Англии (под именем Якова II) и Шотландии (под именем Якова VII).
- 1687 — Пшемысльский епископ Ян Станислав Збонский[пол.] организует в городе Высшую духовную семинарию, одну из старейших действующих семинарий Польши[пол.].
- 1689 — состоялась свадьба 16-летнего Петра I и 19-летней Евдокии Фёдоровны Лопухиной.
- 1778 — В Париже подписаны «Договор о союзничестве» и «Договор о дружбе и торговле[англ.]» между Францией и США, символизирующие официальное признание новой республики.
- 1788 — Массачусетс ратифицировал Конституцию США и стал шестым штатом.
- 1795 — О своей независимости от Нидерландов и Голландской Ост-индской компании объявили жители дистрикта Капской колонии — Граафф-Рейнет. Создана первая бурская республика.

### XIX век
- 1806 — Наполеоновские войны: Бой при Сан-Доминго — бой между британской и французской эскадрами у острова Санто-Доминго, между мысами Нисао и Каталана. Последний классический эскадренный бой века паруса.
- 1807 — Бой при Гофе.
- 1813 — Премьера оперы «Танкред» Джоаккино Россини в театре «Ла Фениче» в Венеции.
- 1815 — Джон Стивенс получил грант штата Нью-Джерси на строительство железной дороги «прямиком от реки Делавэр, через Трентон, к реке Реритэн, и около Нью-Брансуика». Это первая в США железная дорога не промышленного назначения.
- 1819 — cэр Стэмфорд Раффлз, представитель Британской Ост-Индской компании, заключил договор с султаном Джохора об организации в Сингапуре торговой зоны с разрешением иммиграции разных этнических групп.
- 1820 — Первые 86 афроамериканских иммигрантов при поддержке Американского колонизационного общества начали переселение на территорию современной Либерии.
- 1822 — китайское судно «Тэк Синг» наскочило на рифы близ острова Банка; погибло 1600 человек (второе, по числу жертв, кораблекрушение XIX века после гибели «Султанши»).
- 1832 — На Лондонской конференции 1832 года, признавшей независимую Грецию под протекторатом великих держав: (Англии, России, Франции), Оттон I был избран Королём Греции.
- 1840 — Англичане подписали с маорийскими вождями Договор Вайтанги, по которому Новая Зеландия стала колонией Великобритании.
- 1851 — Пожар буша[англ.] в штате Виктория уничтожил 5 миллионов гектар буша (четверть штата). Так называемый «Чёрный четверг[англ.]». Погибло 12 человек.
- 1862 — Гражданская война в США: Сражение за форт Генри. Это была первая важная победа Союза и генерала Улисса Гранта на Западном театре военных действий.
- 1865 — в Санкт-Петербурге введён обычай отмечать полдень выстрелом из пушки.
- 1880 — австрийским астрономом Иоганном Пализой открыт крупный астероид Медея.
- 1886 — немецкий химик Клеменc Винклер открыл германий — предсказанный Д. И. Менделеевым «экасилиций».
- 1888 — Гиллис Бильдт становится премьер-министром Швеции.
- 1891 — Антонио Старабба становится председателем Совета министров Италии.
- 1899 — Американский сенат ратифицировал парижский договор, положивший конец Испано-американской войне.
- 1900 — русский учёный Александр Попов находился на станции беспроводной связи на острове Кутсало (осуществлял настройку аппаратуры) при передаче телеграфного сообщения на остров Гогланд (командиру ледокола «Ермак») об унесённых на льдине рыбаках.

### XX век
- 1918 — Британский парламент принял закон, открывавший доступ к выборам женщинам старше 30 лет, являющимся главой семейства или состоящим в браке с главой семейства, либо окончившим университет.
- 1919 — В Национальном театре Веймара состоялось первое заседание Веймарского учредительного собрания.
- 1921 — Юзеф Пилсудский вручил французскому городу Вердену орден «Virtuti Militari». Верден стал вторым (после Львова) городом, награждённым этим орденом (за Сентябрьскую войну орден получила также Варшава).
- 1922
  - США, Великобритания, Франция, Италия и Япония заключили Вашингтонское соглашение об ограничении морских вооружений, лимитирующий этот вид вооружений.
  - Кардинал Ахилл Ратти был избран римским папой, приняв имя Пий XI. Он стал наследником папы Бенедикта XV.
- 1930 — Открылся Центральный академический театр Советской Армии (до 1951 года назывался Центральным театром Красной Армии — ЦТКА, ныне — Центральный академический театр Российской армии).
- 1934 — Кризис 6 февраля 1934 года во Франции. Как результат дела Ставиского, правые антиреспубликанские силы устроили на Елисейских полях в Париже демонстрацию, вылившуюся в неудачную попытку фашистского путча.
- 1936 — В Гармиш-Партенкирхене стартовали IV зимние Олимпийские игры. Открывал игры Адольф Гитлер.
- 1940 — Нацистский архитектор Фридрих Пабст представляет руководству Рейха план перестройки Варшавы (т. н. «План Пабста[англ.]»), предусматривающий полное разрушение города и строительство на его месте немецкого города со 130 тысячным населением (довоенное население Варшавы 1.5 миллиона).
- 1942
  - Калининский фронт: 9-я немецкая армия нанесла контрудар по войскам 29-й армии Калининского фронта с востока (со стороны Ржева) и с запада (из р-на Оленино), перерезала основные коммуникации 39-й армии и 11-го кавкорпуса, изолировала, а затем и окружила войска 29-й армии.
  - Тихоокеанский театр военных действий Второй мировой войны: Японская авиация провела первый воздушный налёт на Палембанг. Началась битва за Суматру[англ.].
- 1943 — Образована Курганская область.
- 1945 — В Лондоне начинает работать I Всемирная конференция профсоюзов, организованная Британским конгрессом тред-юнионов. Создаётся Всемирная федерация профсоюзов.
- 1947 — Юзеф Циранкевич становится премьер-министром Польской Народной Республики.
- 1948 — Венгерский физик Золтан Бей впервые получил эхосигнал от Луны. Рождение радиолокационной астрономии.
- 1950 — МиГ-17 стал первым серийным самолётом, превысившим скорость звука в горизонтальном полёте.
- 1951 — Операция «Ranger»: На ядерном полигоне в Неваде проведён испытательный ядерный взрыв «Fox», мощностью 22 кт.
- 1952 — на престол взошла Елизавета II, королева Великобритании (1952—2022).
- 1957 — Дадли Аллен Бак представляет криотрон — сверхпроводниковый переключательный элемент.
- 1958 — В Мюнхене разбился самолёт с футбольной командой «Манчестер Юнайтед» на борту. Среди 23 погибших было восемь футболистов клуба.
- 1959
  - Первый запуск американской жидкостной двухступенчатой межконтинентальной баллистической ракеты с моноблочной головной частью из семейства Титан, Титан-1.
  - Американский учёный и инженер Джек Килби работавший в Texas Instruments (TI), получает патент (U.S. Patent 3,138,743) на изобретение интегральной схемы. В 2000 году, за это изобретение, он стал лауреатом Нобелевской премии по физике.
- 1968
  - В Гренобле открылись X зимние Олимпийские игры. Открывал игры Шарль де Голль.
  - Советским астрономом Людмилой Черных в Крымской обсерватории, открыт астероид главного пояса «Гагарин».
- 1969
  - Провозглашена независимая Республика Ангилья. 19 марта на остров высадились британские десантники и 40 полицейских из Лондона для восстановления порядка, они не встретили сопротивления. Ангилья осталась «полузависимым государством», заморским владением Великобритании.
  - Врач-ортопед Виктор Дега[пол.] становится первым кавалером ордена Улыбки.
- 1978 — Ранасингхе Премадаса стал премьер-министром Шри-Ланки.
- 1981 — Атаками частей Народной армии сопротивления в округе Мубенде, началась Гражданская война в Уганде или, как её ещё называют, «Война в кустах».
- 1984 — В зоне бразильских интересов в Антарктике на берегу Адмиралтейского залива на острове Ватерлоо (Кинг-Джордж) (Южные Шетландские острова), открыта бразильская антарктическая станция «Команданте Феррас».
- 1987
  - Запуск космического корабля «Союз ТМ-2», пилотируемого космонавтами Ю. Романенко и А. Лавейкиным.
  - В море у Папуа Новой Гвинеи разбивается самолёт Embraer Bandeirante 110P2 компании Talair. Из 17 человек на борту погибают 14.
  - В Швеции учреждена в память Улофа Пальме ежегодная Премия Улофа Пальме, присуждаемая за выдающиеся достижения в правозащитной деятельности.
- 1988 — Основана шведская правоконсервативная политическая партия Шведские демократы.
- 1989 — В Варшаве, в здании Совета Министров ПНР, начинаются переговоры «Круглого стола» между властями Польской Народной Республики и польской оппозицией.
- 1992 — Создан Совет руководителей статистических служб СНГ и Межгосударственный статистический комитет СНГ.
- 1994 — Президентские выборы в Финляндии. По результатам голосования президентом страны был избран Мартти Ахтисаари.
- 1996
  - Boeing 757 турецкой авиакомпании «Birgenair[англ.]», летевший рейсом из Пуэрто-Плата (Доминиканская Республика) во Франкфурт-на-Майне, разбился вскоре после взлёта. 189 человек погибли.
  - Принят Флаг Эфиопии.
- 1997 — Конгресс Эквадора проголосовал за смещение с поста президента страны Абдалы Букарама на основании несоответствия его умственных способностей занимаемой должности.
- 1998— Вашингтонский национальный аэропорт переименован в «Национальный аэропорт имени Рональда Рейгана».
- 1999 — Под эгидой Контактной группы (страны НАТО и Россия) в замке Рамбуйе под Парижем прошли переговоры между югославскими властями и косовскими албанцами, в попытке прекратить войну в Косово.
- 2000
  - Вторая чеченская война: взятие Грозного российской армией. Исполняющий обязанности Президента РФ Владимир Путин объявил о завершении операции по освобождению Грозного.
  - Глава МИДа Финляндии Тарья Халонен стала первой женщиной-президентом в этой стране.

### XXI век
- 2001 — Ариэль Шарон победил на прямых выборах премьер-министра Израиля.
- 2004 — взрыв в вагоне московского метро между станциями «Автозаводская» и «Павелецкая». Погиб 41 человек, ранено более 250.
- 2006 — Стивен Харпер назначен премьер-министром Канады.
- 2008 — извержение вулкана Тунгурауа в эквадорских Андах, на территории национального парка Сангай. Два населённых пункта в центральном Эквадоре засыпало пеплом.
- 2009
  - Четвёртая Иламская война: войска армии Шри-Ланки берут штурмом последнюю на Северном фронте базу флота Тигров освобождения Тамил-Илама.
  - Ника Гилаури утверждён парламентом Грузии в должности премьер-министра.
- 2018 — с космодрома на мысе Канаверал произведен первый запуск сверхтяжёлой ракеты-носителя Falcon Heavy.
- 2023 — землетрясение в Турции и Сирии, одно из крупнейших в XXI веке, более 57 тысяч погибших.

## Родились
См. также: Категория:Родившиеся 6 февраля

### До XVIII века
- 885 — Император Дайго (ум. 930), 60-й император Японии (897—930).

- 1536 — Тоётоми Хидэёси (ум. 1598), японский военный и политический деятель, объединитель Японии.
- 1665 — Анна Стюарт (ум. 1714), королева Англии, Шотландии и Ирландии (1702—1714).
- 1692 — Иван Черкасов (ум. 1758), барон, тайный советник, кабинет-секретарь Петра I, Екатерины I, Елизаветы Петровны.

### XVIII век
- 1710 — Пол Уайтхед (ум. 1774), английский поэт-сатирик.
- 1721 — Кристиан Фридрих Хейнекен (ум. 1725), немецкий вундеркинд, «младенец из Любека».
- 1732 — Чарльз Ли (ум. 1782), британский офицер, позже генерал-майор Континентальной армии.
- 1753 — Эварист Дезире де Форж Парни (ум. 1814), французский поэт, член Французской академии.
- 1756 — Аарон Бёрр (ум. 1836), третий вице-президент США, герой Войны за независимость, путешественник.

### XIX век
- 1812 — Бертольд Дамке (ум. 1875), немецкий пианист, дирижёр, композитор и музыкальный критик.
- 1821 — Григорий Елисеев (ум. 1891), русский журналист и публицист.
- 1829 — Владимир Курочкин (ум. 1885), русский драматург, переводчик и издатель.
- 1832 — Джон Браун Гордон (ум. 1904), американский генерал, участник Гражданской войны.
- 1834
  - Эдвин Клебс (ум. 1913), немецкий бактериолог и патологоанатом.
  - Уильям Дурси Пендер (ум. 1863), американский генерал, участник Гражданской войны на стороне Юга.
- 1838
  - Джон Генри Ирвинг (ум. 1905), английский актёр-трагик.
  - Хафец-Хаим (ум. 1933), раввин, галахист и моралист, духовный лидер еврейства Польши и России.
- 1844 — Карл Удель (ум. 1927), австрийский виолончелист и музыкальный педагог.
- 1852 — Василий Сафонов (ум. 1918), русский дирижёр, пианист, педагог, общественный деятель.
- 1855 — Фёдор Куманин (ум. 1896), русский театральный критик, издатель, драматург-переводчик.
- 1861 — Николай Зелинский (ум. 1953), русский советский химик-органик, академик, Герой Социалистического Труда.
- 1876 — Эжен-Анри Гравлотт (ум. 1939), французский фехтовальщик, чемпион первой Олимпиады (1896).
- 1879 — Джозеф Дикин (ум. 1972), британский легкоатлет, олимпийский чемпион (1908).
- 1882 — Вальтер Якобссон (ум. 1957), финский фигурист, олимпийский чемпион (1920), трёхкратный чемпион мира в парном катании.
- 1883 — Дмитрий Григорович (ум. 1938), советский авиаконструктор.
- 1884 — Марсель Коэн (ум. 1974), французский лингвист, профессор.
- 1885 — Чарльз Барлетт (ум. 1968), британский велогонщик, олимпийский чемпион (1908).
- 1886 — Луи Пьерар (ум. 1951), бельгийский поэт, публицист и политический деятель.
- 1889 — Ксения Держинская (ум. 1951), оперная певица (сопрано), педагог, публицист, народная артистка СССР.
- 1890 — Гарри Камерон (ум. 1953), канадский хоккеист.
- 1892 — Иван Лойко (погиб в 1936), русский лётчик-ас, участник Первой мировой войны.
- 1894
  - Григорий Петников (ум. 1971), русский советский поэт, переводчик, издатель.
  - Михаил Чиаурели (ум. 1974), грузинский советский режиссёр театра и кино, киноактёр, сценарист, скульптор, художник, народный артист СССР.
- 1895
  - Пол Брэгг (ум. 1976), диетолог, пионер американского движения за здоровый образ жизни.
  - Франц Радзивилл (ум. 1983), немецкий художник, работавший в стиле «новой вещественности».
- 1895 — Бейб Рут (наст. имя Джордж Херман Рут-мл.; ум. 1948), выдающийся американский бейсболист.
- 1898 — Алла Тарасова (ум. 1973), актриса театра и кино, педагог, народная артистка СССР.
- 1899 — Сергей Мартинсон (ум. 1984), актёр театра и кино, народный артист РСФСР.
- 1900 — Гай Дуглас Гамильтон Уоррак (ум. 1986), шотландский дирижёр и композитор.

### XX век
- 1903
  - Клаудио Аррау (ум. 1991), чилийский пианист.
  - Семён Долидзе (ум. 1983), грузинский кинорежиссёр, сценарист, народный артист СССР.
- 1905
  - Ян Верих (ум. 1980), чешский актёр, писатель, драматург, киносценарист.
  - Владислав Гомулка (ум. 1982), польский политический деятель, один из организаторов Польской рабочей партии.
- 1908 — Аминторе Фанфани (ум. 1999), итальянский политик и государственный деятель.
- 1911 — Рональд Рейган (ум. 2004), американский киноактёр, радиоведущий и политик, 40-й президент США (1981—1989).
- 1912 — Ева Браун (ум. 1945), жена Адольфа Гитлера.
- 1913 — Мэри Лики (ум. 1996), британский и кенийский антрополог и археолог, жена и соратница Луиса Лики.
- 1914 — Аркадий Кулешов (ум. 1978), белорусский советский поэт и переводчик, народный поэт Белоруссии.
- 1916 — Джек Балмер (ум. 1984), английский футболист, легенда «Ливерпуля».
- 1917 — Жа Жа Габор (ум. 2016), американская актриса и светская дама
- 1922
  - Патрик Макни (ум. 2015), английский актёр, продюсер.
  - Александр Свободин (ум. 1999), советский и российский театровед, критик, журналист, драматург, историк.
- 1923 — Александр Ефимов (ум. 2012), маршал авиации, дважды Герой Советского Союза.
- 1924 — Анатолий Рубинов (ум. 2009), советский и российский журналист, публицист, писатель.
- 1925 — Прамудья Ананта Тур (ум. 2006), индонезийский писатель.
- 1926
  - Владимир Заманский, актёр театра и кино, народный артист РСФСР.
  - Жан-Бернар Ремон (ум. 2016), французский дипломат, политик и государственный деятель.
- 1928 — Аллан Мельцер (ум. 2017), американский экономист.
- 1929
  - Сикстен Ернберг (ум. 2012), шведский лыжник, 4-кратный олимпийский чемпион
  - Колин Мёрдок (ум. 2008), новозеландский фармацевт, изобретатель одноразового пластикового шприца (1956).
  - Валентин Янин (ум. 2020), советский и российский историк и археолог, академик.
- 1931
  - Рикардо Видаль (ум. 2017), филиппинский кардинал.
  - Мария Гусакова (ум. 2022), советская лыжница, олимпийская чемпионка (1960), чемпионка мира (1962).
- 1932
  - Камило Сьенфуэгос (погиб в 1959), одна из ключевых фигур Кубинской революции, народный герой Кубы.
  - Франсуа Трюффо (ум. 1984), французский кинорежиссёр, сценарист, критик, актёр, один из основоположников «новой волны» во французском кинематографе.
- 1933 — Вера Карпова (ум. 2024), актриса театра и кино, народная артистка РСФСР.
- 1934 — Алексей Эйбоженко (ум. 1980), советский актёр театра и кино.
- 1938 — Спартак Ахметов (ум. 1996), советский учёный-геолог, поэт и писатель-фантаст.
- 1939 — Алексей Корнеев (ум. 2004), советский футболист, серебряный призёр чемпионата Европы (1964).
- 1942 — Валентина Титова, советская и российская актриса театра и кино, бывшая супруга Владимира Басова.
- 1943 — Вячеслав Спесивцев, советский и российский театральный актёр, режиссёр, педагог, народный артист РФ.
- 1945 — Боб Марли (ум. 1981), ямайский гитарист, вокалист, композитор, «король регги».
- 1947 — Чарльз Хиккокс (ум. 2010), американский пловец, трёхкратный олимпийский чемпион (1968).
- 1949 — Мануэль Орантес, испанский теннисист, победитель Открытого чемпионата США 1975 года
- 1950 — Рене Фазель, швейцарский спортивный функционер, президент ИИХФ (1994—2021), бывший член исполкома МОК
- 1951 — Жак Вильре (наст. имя Жаки Буфрура), французский киноактёр, комик, лауреат премии «Сезар».
- 1958 — Андрей Лазарчук, советский и российский писатель-фантаст, переводчик и поэт.
- 1960 — Игорь Матвиенко, советский и российский композитор и продюсер, создатель групп «Любэ», «Иванушки International», «Корни», «Фабрика».
- 1961
  - Сергей Чиграков, советский и российский певец, гитарист, автор песен, лидер рок-группы «Чиж & Co».
  - Константин Эрнст, российский продюсер, телеведущий, Генеральный директор «Первого канала» (с 1999).
- 1962 — Эксл Роуз (наст. имя Уильям Брюс Бейли-Роуз), американский музыкант, фронтмен и вокалист рок-групп «Guns N’ Roses» и AC/DC.
- 1964 — Андрей Звягинцев, российский кинорежиссёр, актёр и сценарист, лауреат Каннского кинофестиваля, обладатель «Золотого глобуса» и др. наград.
- 1966 — Рик Эстли, британский певец, танцор, автор песен.
- 1967
  - Владимир Груздев, государственный и общественный деятель, депутат Государственной думы (2003—2011), губернатор Тульской области (2011—2016).
  - Олег Куваев, российский мультипликатор, сценарист, режиссёр («Масяня» и др.).
- 1968 — Акира Ямаока, японский композитор, мультиинструменталист (музыка к игровому сериалу «Silent Hill» и др.).
- 1969 — Евгений Пашутин, советский и российский баскетболист, серебряный призёр чемпионата мира (1994).
- 1971 — Пётр Чернышёв, советский, российский и американский фигурист, тренер и хореограф.
- 1973 — Андрей Князев, российский гитарист, певец, автор текстов песен, экс-солист рок-группы «Король и Шут».
- 1979
  - Наталья Сафронова, российская волейболистка, чемпионка мира, заслуженный мастер спорта России.
  - Дан Балан, молдавский музыкант, певец.
- 1985 — Дзёдзи Като, японский конькобежец.
- 1990 — Адам Хенрик, канадский хоккеист, чемпион мира (2021).
- 1991 — Анна Сидорова, российская кёрлингистка, заслуженный мастер спорта, двукратная чемпионка Европы.
- 1995
  - Леон Горецка, немецкий футболист.
  - Жаклин Лёллинг, немецкая скелетонистка, трёхкратная чемпионка мира.
- 2000 — Алиша Хоскин, новозеландская гребчиха на байдарках, двукратная олимпийская чемпионка.

## Скончались
См. также: Категория:Умершие 6 февраля

### До XIX века
- 464 — погиб Беоргор, правитель галльских аланов.
- 780 — Никита I, патриарх Константинопольский (766—780).
- 1378 — Жанна де Бурбон (р. 1338), супруга короля Франции Карла V Мудрого.
- 1591 — Анна София (р. 1527), принцесса Прусская, в браке герцогиня Мекленбургская.
- 1612 — Христофор Клавиус (р. 1538), немецкий математик и астроном, разработчик григорианского календаря.
- 1617 — Просперо Альпини (р. 1553), итальянский врач и ботаник.
- 1685 — Карл II (р. 1630), король Англии и Шотландии (с 1660).
- 1695 — Ахмед II (р. 1643), султан Османской империи (с 1691).
- 1740 — Климент XII (в миру Лоренцо Корсини; р. 1652), 246-й папа римский (1730—1740).
- 1793 — Карло Гольдони (р. 1707), итальянский драматург и либреттист.

### XIX век
- 1804 — Джозеф Пристли (р. 1733), английский священник, химик, философ-материалист.
- 1833 — Пьер Андре Латрейль (р. 1762), французский энтомолог.
- 1850 — Дмитрий Бантыш-Каменский (р. 1788), русский историк и государственный деятель.
- 1853 — Август Копиш (р. 1799), немецкий поэт и живописец.
- 1873 — Васил Левский (наст. фамилия Кунчев; р. 1837), болгарский революционный демократ; казнён турками.
- 1879
  - Аусеклис (наст. имя Микелис Крогземис; р. 1850), латышский поэт, переводчик.
  - Фёдор Кони (р. 1809), российский драматург, театральный критик, историк театра, мемуарист, переводчик.
- 1881 — Константин Тон (р. 1794), русский архитектор, один из крупнейших в XIX веке.
- 1894 — Теодор Бильрот (р. 1829), немецкий хирург, один из основоположников абдоминальной хирургии.
- 1895 — Александр Абаза (р. 1821), российский государственный деятель, гофмейстер Императорского двора.
- 1896 — Джон Гиббон (р. 1827), американский генерал, участник Гражданской войны на стороне армии Севера.
- 1900 — Пётр Лавров (р. 1823), русский социолог, философ, публицист, историк, идеолог народничества.

### XX век
- 1908 — Андрей Тихонович Тимановский, русский юрист, писатель, журналист, действительный статский советник, редактор-издатель «Варшавского дневника» (род. 1849 или 1850).
- 1916 — Рубен Дарио (наст. имя Феликс Рубен Гарсиа Сармьенто; р. 1867), испаноязычный поэт.
- 1918 — Густав Климт (р. 1862), австрийский художник-модернист («Подруги», «Адам и Ева», «Дитя», «Саломея», «Юдифь» и др.).
- 1923 — Эдвард Эмерсон Барнард (р. 1857), американский астроном-наблюдатель, академик.
- 1937 — Пьер Адольфо Тиринделли (р. 1858), итальянский скрипач, композитор, педагог.
- 1952
  - Георг VI (р. 1895), король Великобритании (1936—1952).
  - Георгий Шпагин (р. 1897), советский конструктор стрелкового оружия.
- 1958
  - Жорж Буржен (р. 1879), французский историк.
  - погиб Томми Тейлор (р. 1932), английский футболист.
- 1966 — Вилис Лацис (р. 1904), латвийский писатель, советский государственный деятель.
- 1967 — Мартин Кароль (наст. имя Мари-Луиз Жанн Николь Муре; р. 1922), французская актриса театра и кино.
- 1971 — Матвей Гуковский (р. 1898), советский историк, искусствовед.
- 1972 — Эмиль Морис (р. 1897), немецкий нацист, телохранитель и личный водитель Гитлера.
- 1978 — Сергей Цимбал (р. 1907), советский театровед, театральный критик и педагог.
- 1979 — Исса Плиев (р. 1903), советский военачальник, генерал армии, дважды Герой Советского Союза.
- 1980 — Александр Лорх (р. 1889), один из зачинателей селекции и сортоиспытания картофеля в СССР.
- 1985 — Джеймс Хедли Чейз (р. 1906), британский писатель, автор детективов.
- 1986 — Семён Захаров (р. 1906), адмирал ВМФ СССР, в 1939—1947 гг. член Военного Совета Тихоокеанского флота.
- 1987 — Павел Жилин (р. 1913), советский военный историк, член-корреспондент АН СССР, генерал-лейтенант.
- 1989 — Андре Кайат (наст. имя Марсель Трюк; р. 1909), французский кинорежиссёр и сценарист, многократный призёр международных кинофестивалей.
- 1991
  - Сальвадор Эдуард Лурия (р. 1912), итало-американский биолог, лауреат Нобелевской премии (1969).
  - Морис Слободской (р. 1913), советский прозаик, драматург, сценарист и поэт.
- 1993 — Артур Эш (р. 1943), американский теннисист.
- 1994 — Джозеф Коттен (р. 1905), американский актёр театра и кино.
- 1998
  - Николай Старшинов (р. 1924), русский советский поэт, фронтовик.
  - Тосиаки Танака (р. 1935), японский игрок в настольный теннис, многократный победитель мировых чемпионатов.
  - погиб Фалько (наст. имя Йоханн Хёльцель; р. 1957), австрийский певец и музыкант.

### XXI век
- 2005 — Лазарь Берман (р. 1930), советский и итальянский пианист, заслуженный артист РСФСР.
- 2007 — Фрэнки Лэйн (наст. имя Франческо Паоло ЛоВеккио; р. 1913), американский эстрадный певец.
- 2008 — Тони Рольт (р. 1918), британский автогонщик, участник самой первой гонки «Формула-1».
- 2010 — Виталий Попков (р. 1922), генерал-лейтенант авиации, дважды Герой Советского Союза.
- 2011 — Гэри Мур (р. 1952), североирландский гитарист, певец, автор песен.
- 2012
  - Жан Бенган[фр.] (р. 1920), бельгийский папиролог и эпиграфист.
  - Антони Тапиес (р. 1923), каталонский испанский художник, скульптор, теоретик искусства.
- 2019 — Манфред Эйген (р. 1927), немецкий физикохимик, лауреат Нобелевской премии по химии (1967).
- 2024 — Себастьян Пиньера (р. 1949), чилийский миллиардер, экономист, инвестор и политический деятель. Президент Чили в (2010—2014 и 2018—2022).

## Народный календарь, приметы и фольклор Руси
- Аксинья-полухлебница: Со дня преподобной Ксении полагают, что до нового урожая нужно столько же хлеба, сколько уже съедено.
- Прошла половина времени от старого до нового хлеба.
- Озимое зерно пролежало половину срока до исхода.
- Цены на хлеб до нового устанавливаются.
- Аксинья Полузимница: Перелом зимы на Руси.
- Полузимница пополам, да не равно (делит зиму) — к весне мужику тяжелее.
- Аксинья Весноуказательница: Какова погода в этот день, такова и весна.
- Коли на Аксинью ясно и греет солнце — и весна будет красной.
- Метель на Весноуказательницу предвещает позднюю весну[4].
- На Аксинью гадали о ценах на хлеб в ближайшее время и на будущий урожай: брали печёный хлеб и взвешивали его сначала вечером, а потом утром. Коли вес оставался неизменным — цена на хлеб не изменится. Если за ночь вес уменьшался — значит, хлеб подешевеет, а если увеличивался, то подорожает
- Тимофей-полузимник[5].